# What a beautiful memory 2009
『What a beautiful memory 2009』（ワット・ア・ビューティフル・メモリー・ツーサウザンドナイン）は、日本の音楽ユニット・ZARDの5作目の映像作品。

## 概要
- 2009年に行われた追悼ライブ「What a beautiful memory 2009」の2009年5月27日の日本武道館の模様を中心に収録したライブDVDである。
- 「What a beautiful memory 2007」「What a beautiful memory 2008」では披露されていなかった曲も多数追加された。このライブでPVの制作場所がどこであったかを初公開している場面もある。詳細は後述。
- 2007と2008のライブDVDと同様に、ライブ全編をそのまま収録しているのではなく、その年のライブ初披露の楽曲などを中心に収録している。他年度の作品と同楽曲を収録する場合には、映像違いのバージョンを収録するなどの配慮が見られる。 ZARDの20周年記念の公式サイトのディスコグラフィーでどの作品がバージョン違いかの確認が可能である。

## 収録曲
1. 永遠 (What a beautiful moment Tour Opening Ver.)
「What a beautiful moment Tour」でも使用されたインストゥルメンタル。2004年の初全国ツアーのオープニングの再現が行われた。
2. きっと忘れない
それまでオープニングを飾っていた「揺れる想い」から変更となった。
3. 君に逢いたくなったら…
シングル発売時に披露されクリップでは、坂井が歌っている場面は含まれていなかったが、このライブで当該曲を坂井が歌っているバージョンのクリップが初公開された。
4. Top Secret
ライブ初披露であるが、映像自体は完全初公開ではなく、収録アルバム「OH MY LOVE」の全曲紹介映像などで一部が放送されたことがある。ライブでは1番のサビと2番のサビの歌唱映像の順番を入れ替えた状態で披露されている。
5. こんなに愛しても
完全初公開の歌唱映像。黒いジャケットと青いジーンズでライブ会場で歌う姿を収録した映像。2番の大サビのみ省略。
6. You and me (and…)
「揺れる想い」などと同時に同じ会場で収録された歌唱映像。1番はセットの階段で座ったままで、2番は階段から降りながら歌う様子を収録したものである。フルサイズでの披露。
7. 息もできない
ライブ初披露。シングル発売時は坂井が外国人とバスケット用のボールを持ちながら佇む様子などを収録したものが主で、歌唱する様子を含むバージョンは披露されていなかったが、主にレコーディングで髪をアップにまとめ、黒い半袖シャツを着用した坂井が当該曲を歌う様子を収録したものが初披露された。2番のAメロ・Bメロは省略。
8. 好きなように踊りたいの
これもライブでは初披露であるが、映像自体は初公開ではなく、「ZARD BEST 〜Request Memorial〜」の「雨に濡れて」の紹介ビデオクリップとして映像の一部が使用されたことがあり、このライブで実際の歌唱曲が明らかとなった。
9. 雨に濡れて
ライブでは初披露。主に薄緑色のセーターを着用した坂井が当該曲のレコーディングをしている様子に密着した映像を使用している。ライブ開催後にテレビ朝日で放送された三回忌特番「ZARD坂井泉水 名曲の秘密」では坂井のレコーディング中の生の歌声や肉声を含めて公開されている。
10. Good-bye My Loneliness
生前のライブではインストでの披露のみだったため、従来のビデオクリップに加え、黒いコートを着用した坂井がライブ会場で歌う初公開の歌唱映像と共に初披露となった。2番の大サビは省略。
11. ハイヒール脱ぎ捨てて
完全初公開のビデオクリップ。冒頭ではイントロで使用されたシンセやコーラス音源を使い、水平線にレンガ越しで海岸を望む映像からスタート。白い照明で照らしながら、一貫してほぼ固定で、坂井の傍の左斜め下・右側・遠くの左斜めの3方向からカメラで捉えた坂井の上半身アップによる歌唱の様子を収録したものとなっている。フルサイズでの披露。
12. 瞳そらさないで
ゲストのDEENの池森秀一が登場。この歌唱映像も完全初公開。座って歌うバージョンと立って歌うバージョンの2バージョンを編集して披露している。
13. Get U're Dream～夏を待つセイル(帆)のように
2人目のゲスト羽田裕美によるピアノ演奏。
14. かけがえのないもの
入場した観客に呼びかけられていたペンライトによる演出が行われた。
15. Forever you
完全初公開映像。ここで「forever you」の収録曲クリップが大阪のGrand Cafeで収録されたことが初公開された。
16. 素直に言えなくて
3人目のゲスト倉木麻衣が登場。前年までは1991年発売のシングルミックスで披露されていたが、今年度の演奏ではライブ当日に発売されたリアレンジ版での披露となった。
17. 日本武道館～ドキュメント
2009年5月27日の会場設営の様子や観客へのインタビューなどで構成されている。
18. 心を開いて
19. もう少し あと少し…
20. My Baby Grand 〜ぬくもりが欲しくて〜
21. Today is another day
22. I'm in love
Grand Cafeで収録された、完全初公開の歌唱映像。
23. マイ フレンド
24. Don't you see!
25. 揺れる想い
26. 負けないで